# برناديت روبرتس
برناديت روبرتس (بالإنجليزية: Bernadette Roberts)‏ هي كاتِبة أمريكية، ولدت في 1931، وتوفيت في 2017.